# Pauline Frederick

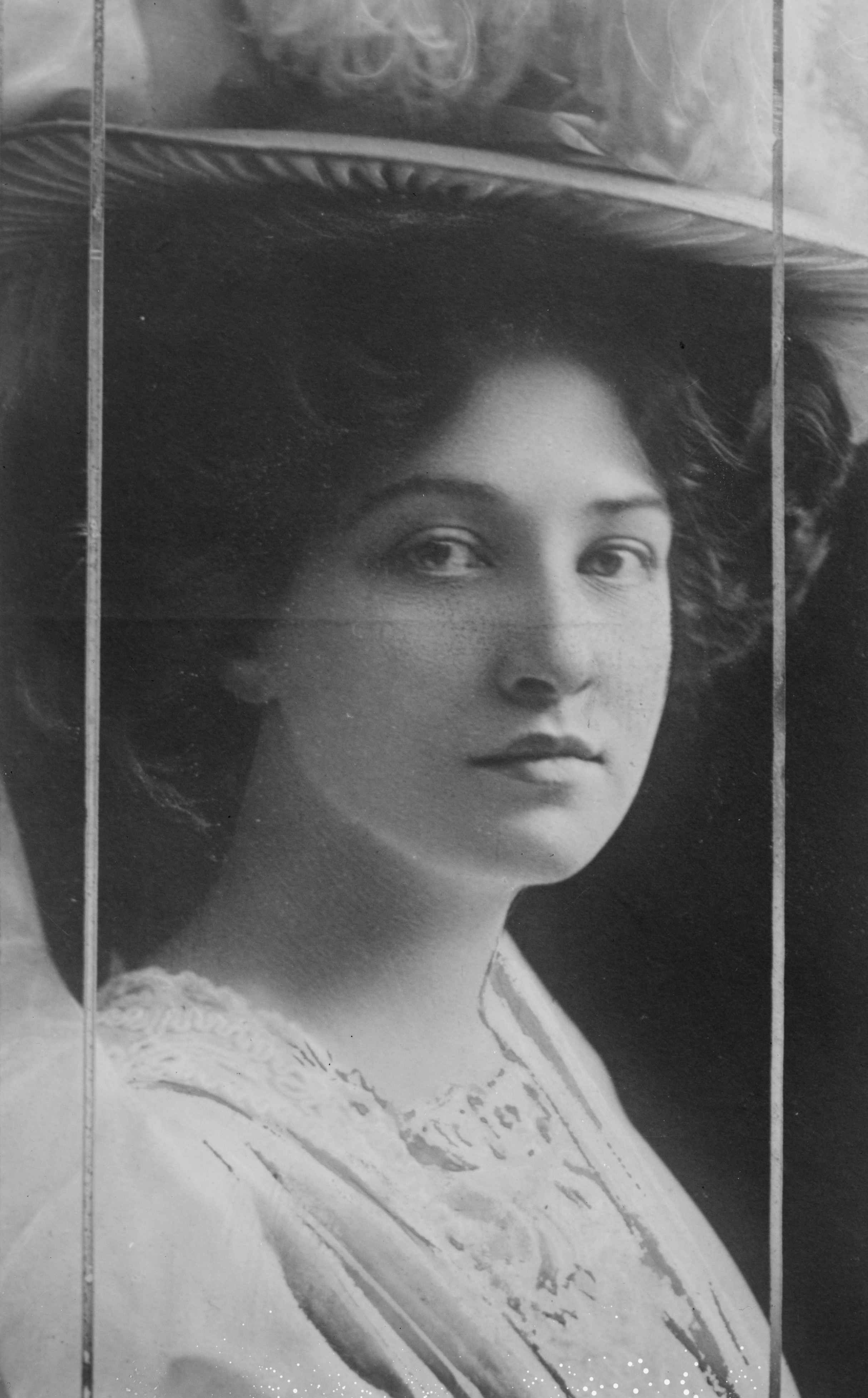
Pauline Frederick

Pauline Frederick (* 12. August 1883 in Boston, Massachusetts; † 19. September 1938 in Beverly Hills, Los Angeles, Kalifornien; eigentlich Beatrice Pauline Libbey) war eine US-amerikanische Schauspielerin.

## Leben
Pauline Frederick kam 1883 als Tochter eines Bahnangestellten in Boston zur Welt. Ab 1902 trat sie mehrfach am Broadway auf, wo sie zunächst vornehmlich als Soubrette in Musicals und Komödien zum Einsatz kam, später sich jedoch auch in ernsten Rollen einen Namen machte. Im Alter von 32 Jahren gab sie in The Eternal City ihr Filmdebüt. Sie war daraufhin eine gefragte Schauspielerin der Stummfilmzeit. Sie wirkte in mehreren Dutzend Filmen dieser Zeit mit, die heute fast alle verschollen sind. Nach dem Aufkommen des Tonfilms hatte Frederick nur noch vereinzelt Filmauftritte. Dabei wurde sie zumeist in autoritären Mutterrollen besetzt. In This Modern Age spielte sie 1931 als Mutter von Joan Crawford noch einmal eine größere Rolle. Ein Jahr vor ihrem Tod war sie als chinesische Matriarchin in dem Kriminalfilm Mr. Moto und der China-Schatz (1937) neben Peter Lorre zu sehen.
Frederick war fünfmal verheiratet und hatte eine Tochter. Sie starb mit 55 Jahren an den Folgen von Asthma. Ihr Grab befindet sich im Grand View Memorial Park in Glendale, Kalifornien. Ihr ist ein Stern auf dem Broadway gewidmet.

## Filmografie (Auswahl)
- 1915: The Eternal City
- 1917: Sapho
- 1917: Sleeping Fires
- 1919: One Week of Life
- 1920: Madame X
- 1924: Drei Frauen (Three Women)
- 1926: Der Gefangene auf der Teufelsinsel (Devil’s Island)
- 1929: The Sacred Flame
- 1931: This Modern Age
- 1932: Self-Defense
- 1936: Ramona
- 1937: Mr. Moto und der China-Schatz (Thank You, Mr. Moto)